# Chiesa dei Disciplini (Castiglione delle Stiviere)

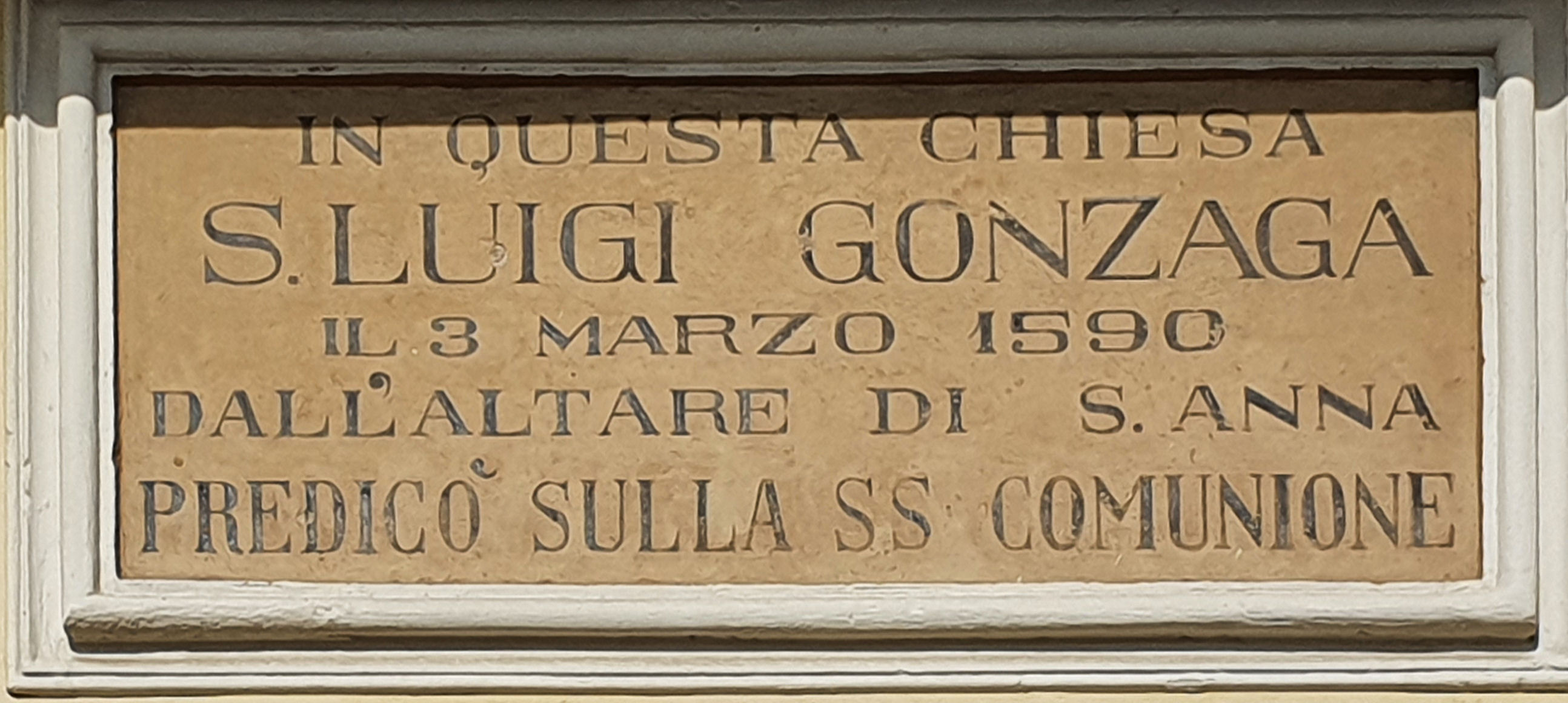
Lapide sulla chiesa.

La chiesa dei Disciplini è un edificio religioso di Castiglione delle Stiviere, in provincia e diocesi di Mantova.

## Storia
Venne edificata a navata unica nel XVI secolo per volere di Aloisio Gonzaga, marchese di Castel Goffredo e nonno di San Luigi.
Fu destinata alla Confraternita dei Disciplini, che si costituì a Castiglione agli inizi del Cinquecento.
Nella chiesa affollata di fedeli, il 3 marzo 1590, san Luigi, durante il suo ultimo soggiorno a Castiglione, tenne il famoso sermone sull'Eucaristia, come ricordato dalla scritta sul portale della facciata.